# El Redal
El Redal település Spanyolországban, La Rioja autonóm közösségben. El Redal Alcanadre községgel határos. Lakosainak száma 142 fő (2024).

## Népesség
A település népessége az elmúlt években az alábbi módon változott:
| Lakosok száma | 195  | 196  | 186  | 169  | 163  | 145  | 141  | 143  | 150  | 142  |
|               | 2001 | 2004 | 2007 | 2009 | 2012 | 2014 | 2017 | 2019 | 2022 | 2024 |